# Équipe d'Angleterre féminine de football des moins de 17 ans
Cet article traite de l'équipe féminine. Pour l'équipe masculine, voir Équipe d'Angleterre des moins de 17 ans de football.
Maillots
L'équipe d'Angleterre de football féminin des moins de 17 ans est l'équipe nationale qui représente l'Angleterre dans les compétitions de football féminin réservées aux moins de 17 ans. Elle est gérée par la Fédération anglaise de football (FA).

## Parcours

### Parcours en Coupe du monde
| Année | Résultat        | Matches       | Victoire      | Nul*          | Défaite       | BP            | BC            |
| ----- | --------------- | ------------- | ------------- | ------------- | ------------- | ------------- | ------------- |
| 2008  | Quatrième place | 6             | 2             | 1             | 3             | 7             | 10            |
| 2010  | Non qualifiée   | Non qualifiée | Non qualifiée | Non qualifiée | Non qualifiée | Non qualifiée | Non qualifiée |
| 2012  | Non qualifiée   | Non qualifiée | Non qualifiée | Non qualifiée | Non qualifiée | Non qualifiée | Non qualifiée |
| 2014  | Non qualifiée   | Non qualifiée | Non qualifiée | Non qualifiée | Non qualifiée | Non qualifiée | Non qualifiée |
| 2016  | Quart de finale | 4             | 1             | 2             | 1             | 5             | 7             |
| 2018  | Non qualifiée   | Non qualifiée | Non qualifiée | Non qualifiée | Non qualifiée | Non qualifiée | Non qualifiée |
| 2022  | Non qualifiée   | Non qualifiée | Non qualifiée | Non qualifiée | Non qualifiée | Non qualifiée | Non qualifiée |
| 2024  | Quatrième place | 6             | 2             | 1             | 3             | 8             | 14            |
| Total | 3/8             | 16            | 5             | 4             | 7             | 20            | 31            |

### Parcours en Championnat d'Europe
| Année | Résultat         | J             | G             | N             | P             | BP            | BC            |               |
| ----- | ---------------- | ------------- | ------------- | ------------- | ------------- | ------------- | ------------- | ------------- |
| 2008  | Quatrième place  | 2             | 0             | 0             | 2             | 2             | 7             |               |
| 2009  | Non qualifiée    | Non qualifiée | Non qualifiée | Non qualifiée | Non qualifiée | Non qualifiée | Non qualifiée | Non qualifiée |
| 2010  | Non qualifiée    | Non qualifiée | Non qualifiée | Non qualifiée | Non qualifiée | Non qualifiée | Non qualifiée | Non qualifiée |
| 2011  | Non qualifiée    | Non qualifiée | Non qualifiée | Non qualifiée | Non qualifiée | Non qualifiée | Non qualifiée | Non qualifiée |
| 2012  | Non qualifiée    | Non qualifiée | Non qualifiée | Non qualifiée | Non qualifiée | Non qualifiée | Non qualifiée | Non qualifiée |
| 2013  | Non qualifiée    | Non qualifiée | Non qualifiée | Non qualifiée | Non qualifiée | Non qualifiée | Non qualifiée | Non qualifiée |
| 2014  | Quatrième place  | 5             | 2             | 1             | 2             | 8             | 6             |               |
| 2015  | Phase de groupes | 3             | 1             | 1             | 1             | 4             | 7             |               |
| 2016  | Troisième place  | 5             | 4             | 0             | 1             | 24            | 8             |               |
| 2017  | Phase de groupes | 3             | 1             | 0             | 2             | 6             | 4             |               |
| 2018  | Quatrième place  | 5             | 1             | 1             | 3             | 8             | 14            |               |
| 2019  | Phase de groupes | 3             | 2             | 0             | 1             | 4             | 5             |               |
| 2022  | Non qualifiée    | Non qualifiée | Non qualifiée | Non qualifiée | Non qualifiée | Non qualifiée | Non qualifiée | Non qualifiée |
| 2023  | Demi-finaliste   | 4             | 2             | 1             | 1             | 7             | 6             |               |
| 2024  | Finaliste        | 5             | 4             | 0             | 1             | 11            | 5             |               |
| Total | 9/14             | 35            | 17            | 4             | 14            | 74            | 62            |               |

- Tournoi des VI Nations [1].
  - Vainqueur en 2007

## Équipe actuelle
Voici le groupe retenu pour le Championnat d'Europe.
| Sélectionneur | Sélectionneur     | John Griffiths    | John Griffiths    | John Griffiths                 |
| N°            | Nom               | Date de Naissance | Sélections (buts) | Club                           |
| Gardiennes    |                   |                   |                   |                                |
|               | Emma Bradley      | 28 février 2002   |                   | Manchester City                |
|               | Emily Orman       | 5 novembre 2002   |                   | Brighton & Hove Albion RTC     |
| Défenseurs    |                   |                   |                   |                                |
|               | Ellie Hack        | 12 juin 2002      |                   | Brighton & Hove Albion         |
|               | Lucy Johnson      | 6 janvier 2002    |                   | Leicester City                 |
|               | Maya Le Tissier   | 18 avril 2002     |                   | Brighton & Hove Albion         |
|               | Ella Morris       | 23 septembre 2002 |                   | Southampton RTC                |
|               | Gracie Pearse     | 13 septembre 2002 |                   | Arsenal                        |
|               | Sophie Quirk      | 12 février 2002   |                   | Reading                        |
| Milieux       |                   |                   |                   |                                |
|               | Melissa Filis     | 30 juillet 2002   |                   | Arsenal                        |
|               | Charlotte Fleming | 9 janvier 2002    |                   | Chelsea                        |
|               | Ruby Grant        | 15 avril 2002     |                   | Arsenal                        |
|               | Ellen Jones       | 10 novembre 2002  |                   | Bristol City RTC               |
|               | Rebecca May       | 20 janvier 2002   |                   | Manchester United              |
|               | Paige Peake       | 3 août 2002       |                   | FA Women's East Region Academy |
| Attaquantes   |                   |                   |                   |                                |
|               | Eleanor Dale      | 30 juillet 2002   |                   | Middlesbrough                  |
|               | Emma Harries      | 30 juillet 2002   |                   | Reading                        |
|               | Keri Matthews     | 30 juillet 2002   |                   | York City RTC                  |
|               | Katie Robinson    | 30 juillet 2002   |                   | Bristol City                   |
|               | Fran Stables      | 30 juillet 2002   |                   | Manchester United              |
|               | Alisha Ware       | 30 juillet 2002   |                   | Southampton RTC                |